# Prinz von Preußen (Titel)
Den Titel und Namen Prinz von Preußen verlieh König Friedrich II. angesichts seiner Kinderlosigkeit am 30. Juni 1744 seinem nächstältesten, zehn Jahre jüngeren Bruder August Wilhelm, dem gemäß dem im Haus Hohenzollern geltenden Salischen Gesetz die Thronfolge in der preußischen Monarchie zustand. Der Prinz von Preußen trat somit 1744 in Preußen an die Stelle des fehlenden Kronprinzen. Friedrich II. wünschte seinem Nachfolger einen besonderen Namen und Titel, der ihn protokollarisch auf dieselbe Stufe wie den französischen Dauphin oder den englischen Prince of Wales stellen sollte. Friedrich II. ordnete daher an, dass beim Prinzen von Preußen der Titel zugleich der Name sei. Damit entfiel bei der Nennung der Vorname und man wusste sofort, wer gemeint war, wenn die Rede von dem Prinzen von Preußen (le prince de Prusse) handelte. Bei den übrigen männlichen Angehörigen des Königshauses folgte auf den Titel Prinz der Personenname und erst dann die Herkunftsbezeichnung von Preußen, etwa Prinz Heinrich von Preußen.
Namen und Titel, als Bezeichnung des preußischen Thronfolgers, führten im Lauf der Geschichte drei Personen:
- Am 30. Juni 1744 verlieh Friedrich II. den Titel und Namen Prinz von Preußen seinem nächstältesten Bruder August Wilhelm.[2] August Wilhelm trug Namen und Titel bis zu seinem Tod am 12. Juni 1758.

- Am 13. Dezember 1758 erhielt Prinz Friedrich Wilhelm, der Sohn August Wilhelms, von Friedrich II. den Titel und Namen Prinz von Preußen. Am Todestag Friedrichs, dem 17. August 1786 bestieg er als König Friedrich Wilhelm II. den preußischen Thron.

- Dritter und letzter Prinz von Preußen wurde am 7. Juni 1840, mit der Thronbesteigung Friedrich Wilhelms IV., dessen nächstälterer Bruder, bis dahin Prinz Wilhelm von Preußen, der ihn ab 1858 als Regent vertrat und ihm am 2. Januar 1861 als König Wilhelm I. auf den Thron folgte.

## Wandel vom Titel zum Familiennamen
Seit der Abschaffung der Monarchie in Deutschland ist Prinz von Preußen, mit Inkrafttreten der Weimarer Verfassung von 1919, der Familienname bzw. Nachname der männlichen Angehörigen der brandenburgisch-preußischen Hohenzollern; hingegen lautet jener der weiblichen Familienmitglieder Prinzessin von Preußen (bspw. Kira Prinzessin von Preußen, Kurzform: Kira von Preußen). Dies stellt eine namensrechtrechtliche Besonderheit dar, weil in Deutschland Familiennamen nicht geschlechtsspezifisch flektiert werden; dies geschieht jedoch bei vormaligen deutschen Adelstiteln, die inzwischen als Nachnamen fungieren. Im mündlichen wie schriftlichen Verkehr korrekt ist heute die Anrede Herr bzw. Frau (Vorname) Prinz(essin) von Preußen; der Vorname ist nicht durch ein Komma abgetrennt (wie bei wirklichen ausländischen Adelstiteln manchmal der Fall). (Siehe auch: Erstgeburtstitel)
In Unkenntnis oder aus Höflichkeit wird gelegentlich der einstige Titel dem Vornamen vorangestellt, bspw. „Prinz“ Georg Friedrich von Preußen. Aus den gleichen Gründen tituliert man Angehörige der Linie Preußen mitunter immer noch als „königliche“ bzw. „kaiserliche Hoheit“, obwohl Adelsprädikate hinsichtlich des deutschen Adels seit 1920 obsolet sind. Für ausländische Adelige gilt diese Regelung nicht.
Die Prinzen und Prinzessinnen von Preußen sind nicht zu verwechseln mit den Angehörigen des schwäbischen Zweiges der Hohenzollern (Linie Hohenzollern-Sigmaringen). Diese firmieren als Prinzen bzw. Prinzessinnen von Hohenzollern.